# Les Yeux fermés (téléfilm)
Pour les articles homonymes, voir Les Yeux fermés.
Pour plus de détails, voir Fiche technique et Distribution.
Les Yeux fermés est un téléfilm français réalisé par Olivier Py, sorti en 2000.

## Synopsis
L'histoire d'amour entre Olivier, un homme de théâtre et Vincent, un expert en catastrophes aériennes.

## Fiche technique
- Titre : Les Yeux fermés
- Réalisation : Olivier Py
- Scénario : Olivier Py
- Photographie : Luc Pagès
- Montage : Lise Beaulieu et Béatrice Maleville
- Production : Jacques Fansten et Philippe Martin
- Société de production : La Sept-Arte, Télécip et Les Films Pelléas
- Société de distribution : ID Distribution (France)
- Pays :  France
- Genre : Drame et romance
- Durée : 80 minutes
- Dates de sortie : 
  -  France : 13 décembre 2000 (cinéma)

## Distribution
- Olivier Py : Olivier
- Samuel Churin : Vincent
- Michel Fau : Michel
- Benjamin Ritter : Benjamin
- Eléonore Briganti : Eléonore
- Philippe Girard : Philippe
- Céline Chéene : Céline
- Bruno Sermonne : Bruno
- Arnaud Aldigé : Ariel
- Wissam Arbache : Ahmed

## Accueil critique
Jean-Michel Frodon pour Le Monde évoque un film « émouvant, romanesque et cru ». Pierre Murat pour Télérama « la double quête d'Olivier et de Vincent ne suscite qu'un intérêt poli ».